# Œil (Belgique)
Pour les articles homonymes, voir Œil (homonymie).
Œil est un hameau de Tintange dans la province de Luxembourg en Belgique. En bordure immédiate de la frontière luxembourgeoise (marquée par la Sûre, un affluent de la Moselle) le hameau se trouve sur la route qui, suivant le cours de la  rivière relie Tintange à Martelange. Avec Tintange il fait aujourd'hui partie de la commune de Fauvillers située en Région wallonne (Belgique). Avant la fusion des communes de 1977, il faisait partie de la commune de Tintange.
Composé d'une seule ferme - aujourd'hui hostellerie de standing - et de son moulin sur la Sûre (ou un de ses nombreux petits affluents) le hameau (ou lieu-dit) est particulièrement isolé. La route qui y mène s'appelle d'un côté 'rue d'Œil' (vers Tintange) et de l'autre 'rue de Tintange' (vers Martelange).  

## Patrimoine
- L'ancien moulin d'Oeil, sur la Sure, date de 1380.